# Berg (Hennef)
Berg ist ein Ortsteil der Stadt Hennef (Sieg) im Rhein-Sieg-Kreis in Nordrhein-Westfalen. 

## Lage
Der Weiler liegt in einer Höhe von 130 m ü. NHN auf den Hängen Bergischen Landes und des Nutscheid. Nachbarorte sind Oberauel im Südwesten und Niederhalberg im Norden.

## Geschichte
1910 gab es in Berg die Haushalte Ackerer Wilhelm Löbach und Ackerer Heinrich Weber.
Bis zum 1. August 1969 gehörte die Ortschaft Berg zur Gemeinde Lauthausen, im Rahmen der kommunalen Neugliederung des Raumes Bonn wurde Lauthausen, damit auch der Ort Berg, der damals neuen amtsfreien Gemeinde „Hennef (Sieg)“ zugeordnet.

## Infrastruktur und Verkehrsanbindung
Berg liegt an der Straße, die Oberauel mit Niederhalberg verbindet. An das Busnetz der Stadt Hennef ist Berg durch Linienbedarfsverkehr (AST-Verkehr) angebunden. Zusätzlich sind außerhalb der Schulferien auch spezielle Linien im Einsatz, um die Anbindung verschiedener Hennefer Schulen zu ermöglichen. Der nächstgelegene Bahnhof ist Blankenberg (Sieg) an der Siegstrecke, unterhalb von Stadt Blankenberg gelegen.
Die nächstgelegene Grundschule befindet sich in Happerschoß. Berg gehört zur Pfarrgemeinde Bödingen und verfügt über keine eigene Kirche.